# Bernhard Ueberschär
Bernhard Gustav Georg Ueberschär (* 10. Mai 1898 in Thiergarten, Kreis Ohlau; † 14. Februar 1974 in Bückeburg) war ein deutscher Offizier, zuletzt Generalmajor der Wehrmacht.

## Leben
Bernhard Ueberschär war, als Kadett ausgebildet, am 16. März 1916 als Fähnrich in die Armee eingetreten und kämpfte im Ersten Weltkrieg. Mitte Oktober 1916 wurde er im Infanterie-Regiment 51 (Breslau) zum Leutnant befördert.
Nach dem Krieg wurde er erst in die Reichswehr übernommen, aber am 31. Mai 1920 doch verabschiedet. In den folgenden Jahren war er Mühlenpächter. Am 1. Juli 1934 trat er als Hauptmann (Patent zum 1. April 1934) erneut in die Reichswehr ein und wurde später Kompaniechef im Infanterie-Regiment 49 (Breslau).
1938/39 war Ueberschär gemeinsam mit Major Helmuth Groscurth Kompaniechef im Infanterie-Regiment 49 (Breslau). Ueberschär hatte das Kommando über die 14. Panzer-Abwehr-Kompanie und war ab Mitte Oktober 1939 Bataillonskommandeur im IR 49. Groscurth wechselte im gleichen Jahr als Chef der Abteilung Heerwesen des Allgemeinen Heeresamtes in das Oberkommando des Heeres. Anfang Dezember 1939 folgte Ueberschär als Mitarbeiter in die Abteilung und übernahm später dort die Gruppe I. Am 1. März 1942 wurde er zum Oberstleutnant befördert.
Am 1. April 1943 wurde er Kommandeur des Jäger-Regiments 83 bei der 28. Jäger-Division. Die Division hielt, der 18. Armee unterstellt, die Leningrader Blockade aufrecht. Ueberschär erhielt dort Anfang Oktober 1943 seine Beförderung zum Oberst. Ab 11. Februar 1945 war er bis Kriegsende letzter Kommandeur der 129. Infanterie-Division. Am 15. April 1945 wurde er in dieser Position zum Generalmajor befördert.
Nach dem Krieg wohnte er in Frankfurt am Main und zuletzt in Bückeburg.
Ueberschär heiratete am 5. August 1925 in Striegau Friederike Christiane Eva, geb. Jaekel (1906–1977).